# Çiftlik, Korgan
Çiftlik là một xã thuộc huyện Korgan, tỉnh Ordu, Thổ Nhĩ Kỳ. Dân số thời điểm năm 2010 là 2.682 người.